# Tore Lundberg
Nils Gustaf Tore Lundberg, född den 11 maj 1907 i Laholm, död den 11 januari 1996 i Stockholm, var en svensk militär. Han var son till Theo Lundberg.
Lundberg avlade studentexamen i Halmstad 1926 och officersexamen från Krigsskolan 1929. Han blev fänrik vid Hallands regemente sistnämnda år, löjtnant där 1933 och kapten 1941. Lundberg tjänstgjorde i Saarbataljonen 1934–1935, genomgick Krigshögskolan 1942 och övergick samma år till pansartrupperna, där han befordrades till major 1949. Han blev biträdande militärattaché i London 1943, stabschef vid Skaraborgs regemente 1945, chef vid arméstabens pansaravdelning 1947, bataljonschef vid Södermanlands regemente 1949, chefsinstruktör vid kejserliga livgardet i Etiopien 1952 och stabschef vid Södermanlands regemente 1953. Lundberg blev överstelöjtnant och chef för Försvarsstabens attachébyrå 1956 samt därjämte armé- och flygattaché i Österrike 1957. Han blev adjutant hos kronprinsen 1944 och hos denne som kung 1950. Lundberg blev riddare av Svärdsorden 1949 och av Vasaorden 1954.